# Mimudea pallidalis
Mimudea pallidalis là một loài bướm đêm trong họ Crambidae.